# Montagny (Savoie)
Pour les articles homonymes, voir Montagny.
Montagny est une commune française située dans le département de la Savoie, en région Auvergne-Rhône-Alpes.

## Géographie
1 326 hectares dont 334 en bois, exposés au sud, au centre des pentes allant du massif du mont Jovet au Doron de Bozel, en face des stations de ski de Courchevel, La Tania, Méribel.

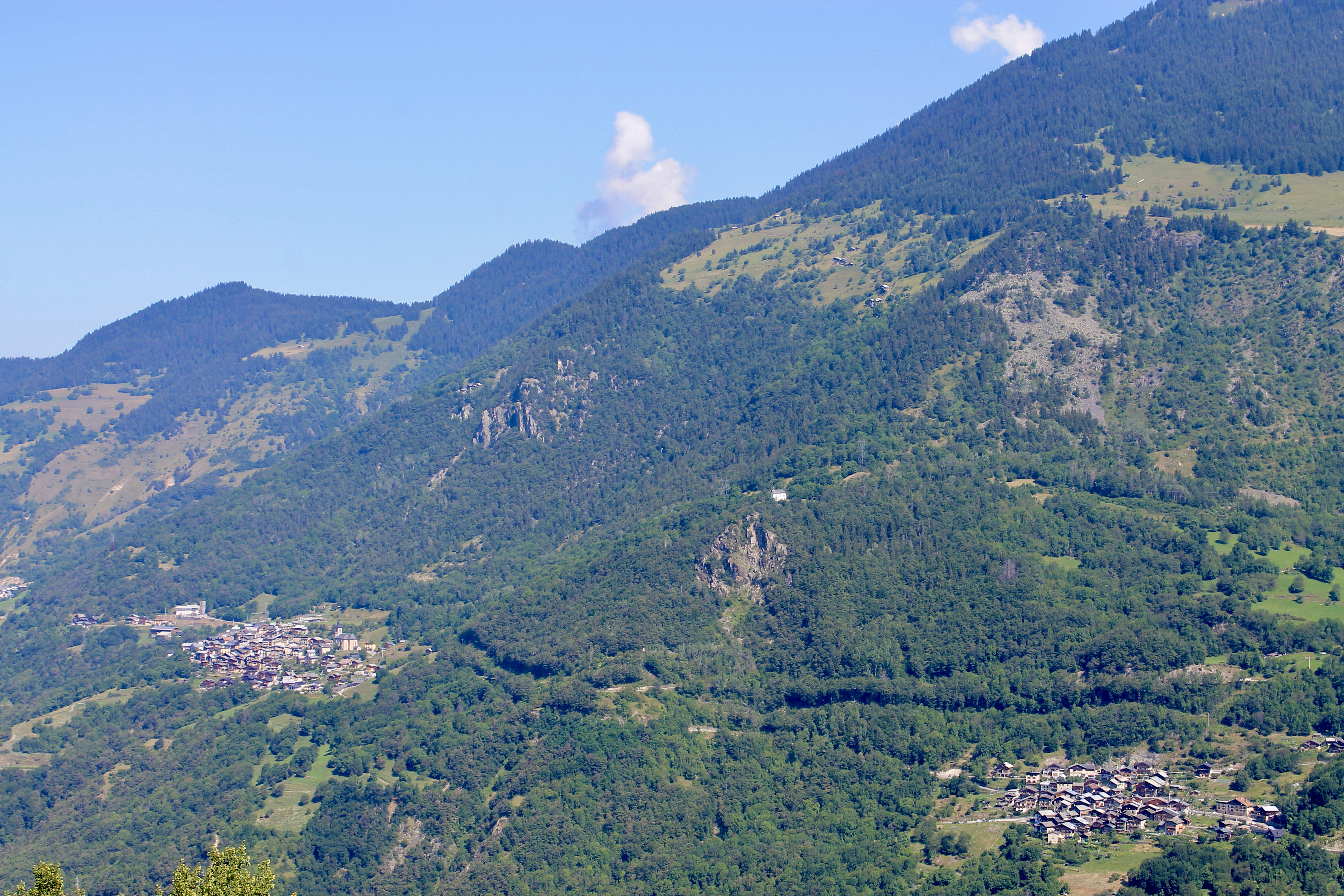
Montagny et le village de La Roche (à gauche), au centre, en blanc, la Chapelle de Notre-Dame-des-Neiges. Vue depuis Courchevel.

La commune est limitée à l'est par celle de Bozel, à l'ouest par Feissons-sur-Salins, au sud par le village de La Saulce qui dépend de Brides-les-Bains. Au nord, la limite est l'arête de La Grande Côte qui culmine à 2 485 mètres et où convergent les communes de Saint-Marcel et de Notre-Dame-du-Pré. La limite est avec Bozel se situe à ce niveau à quelques centaines de mètres du refuge du Mont Jovet.

### Communes limitrophes
| Saint-Marcel        | Notre-Dame-du-Pré |       |
| Feissons-sur-Salins | Montagny          | Bozel |
| Brides-les-Bains    | Courchevel        |       |

### Climat
Pour des articles plus généraux, voir Climat d'Auvergne-Rhône-Alpes et Climat de la Savoie.
En 2010, le climat de la commune est de type climat de montagne, selon une étude du Centre national de la recherche scientifique s'appuyant sur une série de données couvrant la période 1971-2000. En 2020, Météo-France publie une typologie des climats de la France métropolitaine dans laquelle la commune est exposée à un climat de montagne ou de marges de montagne et est dans la région climatique Alpes du nord, caractérisée par une pluviométrie annuelle de 1 200 à 1 500 mm, irrégulièrement répartie en été.
Pour la période 1971-2000, la température annuelle moyenne est de 8 °C, avec une amplitude thermique annuelle de 16,6 °C. Le cumul annuel moyen de précipitations est de 1 043 mm, avec 9,5 jours de précipitations en janvier et 8,6 jours en juillet. Pour la période 1991-2020, la température moyenne annuelle observée sur la station météorologique de Météo-France la plus proche, « Moutiers », sur la commune de Moûtiers à 6 km à vol d'oiseau, est de 11,9 °C et le cumul annuel moyen de précipitations est de 930,4 mm,. Pour l'avenir, les paramètres climatiques de la commune estimés pour 2050 selon différents scénarios d'émission de gaz à effet de serre sont consultables sur un site dédié publié par Météo-France en novembre 2022.

## Urbanisme

### Typologie
Au 1er janvier 2024, Montagny est catégorisée commune rurale à habitat dispersé, selon la nouvelle grille communale de densité à sept niveaux définie par l'Insee en 2022.
Elle est située hors unité urbaine et hors attraction des villes,.

### Occupation des sols
L'occupation des sols de la commune, telle qu'elle ressort de la base de données européenne d’occupation biophysique des sols Corine Land Cover (CLC), est marquée par l'importance des forêts et milieux semi-naturels (98 % en 2018), en augmentation par rapport à 1990 (78,3 %). La répartition détaillée en 2018 est la suivante :
forêts (60,4 %), milieux à végétation arbustive et/ou herbacée (37,6 %), zones agricoles hétérogènes (2 %).
L'IGN met par ailleurs à disposition un outil en ligne permettant de comparer l’évolution dans le temps de l’occupation des sols de la commune (ou de territoires à des échelles différentes). Plusieurs époques sont accessibles sous forme de cartes ou photos aériennes : la carte de Cassini (XVIIIe siècle), la carte d'état-major (1820-1866) et la période actuelle (1950 à aujourd'hui).

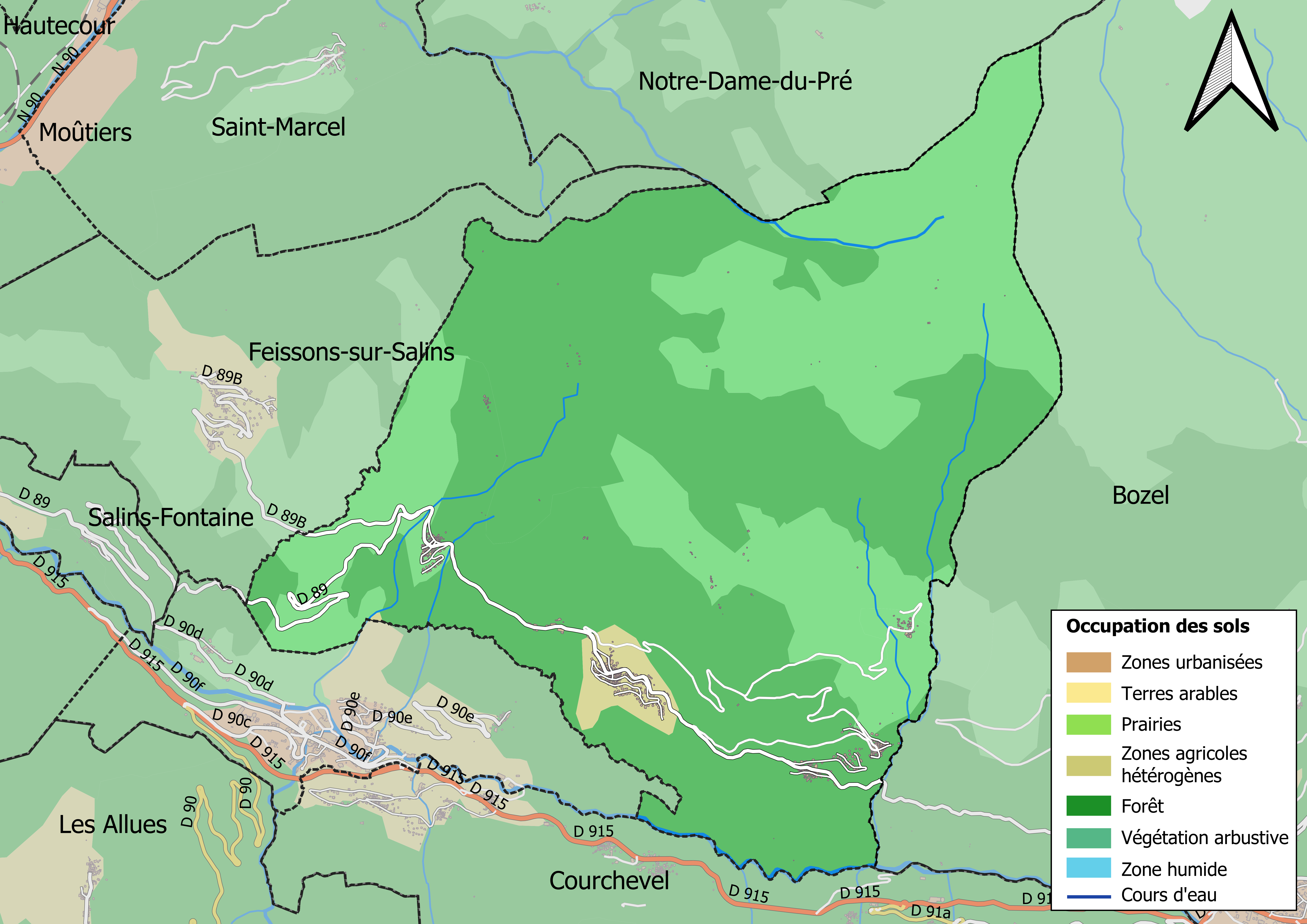
Carte des infrastructures et de l'occupation des sols en 2018 (CLC) de la commune.
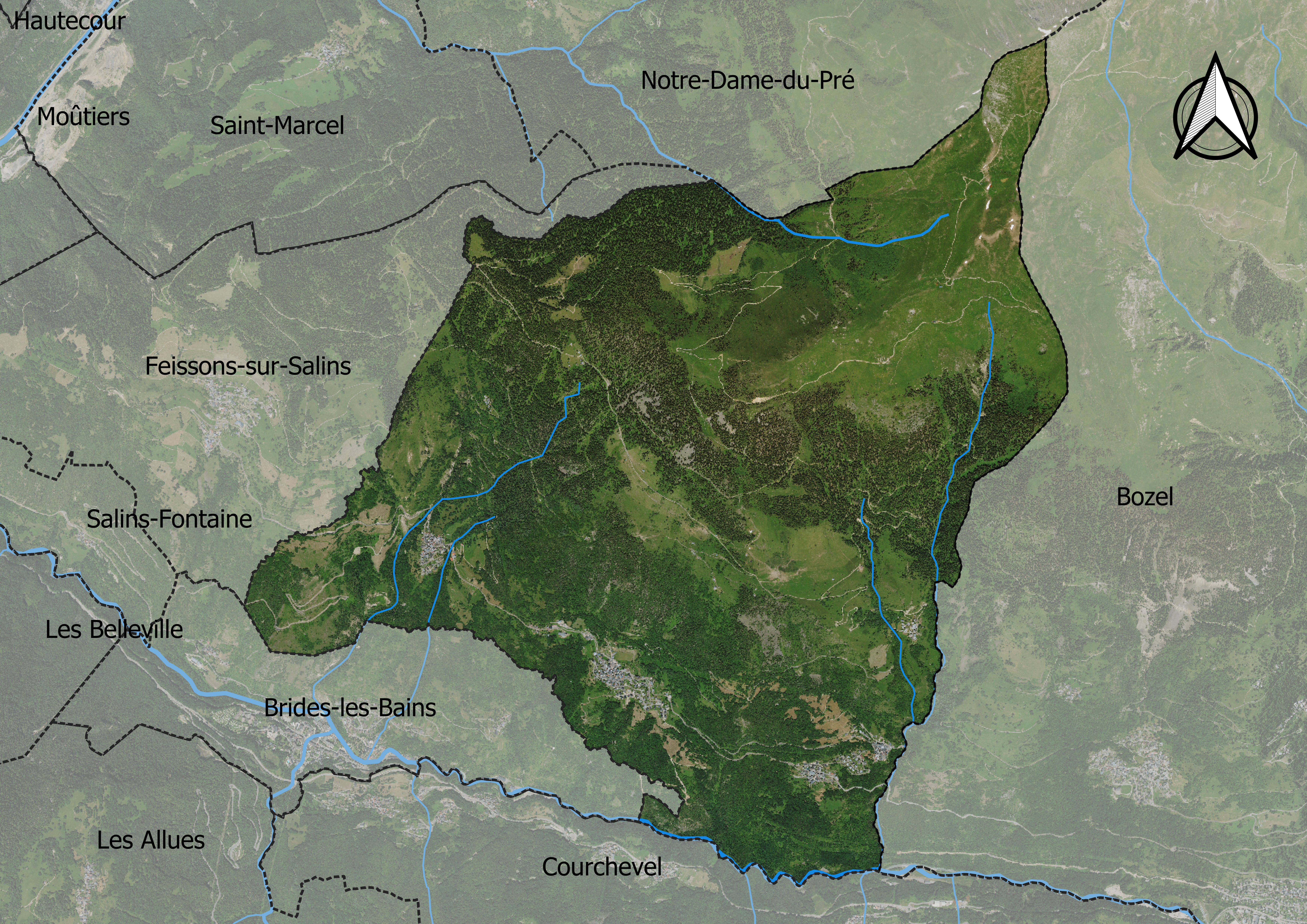
Carte orthophotogrammétrique de la commune.

## Toponymie
La forme ancienne du nom est Montaniaco : domaine (acum) appartenant à Montanius, nom romain assez fréquent et les toponymes Montagny sont nombreux — au moins 11 communes en France — sans compter les Montagnac du Sud-Ouest qui ont la même origine étymologique.
Un texte latin du 4 novembre 1652 émanant de l'Official de l'archevêché de Tarentaise à Moutiers commence ainsi : « Venerandis curatis, suis vicariis Montagniaci et Fessonis superioris... » (Aux vénérables curés, à leurs vicaires de Montagny et de Feissons d'en haut...)
Dans un texte français de 1561, « Chronique de Savoie » de G. Paradin, on lit « Montaigny », devenant définitivement Montagny à partir de XVIIe siècle.
En francoprovençal, le nom de la commune s'écrit Montènyi, selon la graphie de Conflans.

## Histoire
L'église de Montagny (Ecclesiis [...] Montagniaci) est mentionnée dans une donation, de 1140, de l'archevêque Pierre Ier de Tarentaise aux chanoines de l'abbaye Saint-Maurice d'Agaune, en même temps que le prieuré du Mont-Saint-Michel (Moûtiers), et les églises de Salin et de Fessons (Besson, preuve no 18).

### La Maison Blanche
En 1861, le Conseil Municipal fait son acquisition et le bâtiment a depuis été utilisé, entre autres, pour loger les ouvriers étrangers de la mine (voir plus loin) puis pour des séjours brefs (colonies de vacances par exemple). En 2011, la « Maison Blanche » a servi de décor pour l'auberge « Edelweiss » dans le film de Charlotte de Turckheim, Mince alors !.

### Église Saint-Germain
L'église dédiée à Saint-Germain est reconstruite au XVIIe siècle, dans un style nouveau style, même s'il reste quelques traces de roman. Au XIXe siècle, le sous-sol s’affaissant, la décision fut prise de reconstruire l’église à un autre emplacement. Les lieux autour du cimetière furent défrichés par des moines de Moûtiers au IXe siècle.

### Chapelle de Notre-Dame-des-Neiges
Une première chapelle fut érigée en 1750 au lieu-dit la Bonne Fontaine sur le plateau de « LA CHAL », où se trouvait déjà un petit oratoire. Il s'agissait de concrétiser un vœu des villageois, en reconnaissance de l'intercession de la Vierge Marie qui les avait préservés des conséquences d'une extraordinaire quantité de neige du mois de février à la fin du mois de juin 1749 (d'où son nom). La première messe y sera célébrée en août 1750.
En mauvais état (en particulier après l'hiver de 1886-1887), trop petite et éloignée de près de 2 heures de marche du village (à l'altitude 1740), elle fut reconstruite au lieu-dit le Chatelard visible des 4 villages et à seulement 1/2 heure de marche du chef-lieu. La pose et bénédiction de la première pierre eut lieu le 14 juillet 1889 et le 21 mai 1891 une procession suivie d'une messe et d'une bénédiction solennelles marquèrent la fin des travaux, mais la fête de Notre-Dame-des-Neiges a lieu le 5 août, la statue de l'Immaculée Conception érigée sur le clocher et celle de Notre-Dame-du-Sacré-Cœur d'Issoudun qui orne la niche de façade ayant été bénies respectivement le 5 août 1890 et le 5 août 1891.

Cependant, vers 1918-1920 commencent à apparaître de sérieuses fissures, probablement secondaires aux détonations de la mine de charbon située sous la chapelle et dont l'exploitation a été accélérée pendant la grande guerre, et à partir du 5 août 1950, la messe et les pèlerinages durent se tenir à l'extérieur sur l'esplanade.

Enfin, une restauration complète put intervenir en 1970-1971...
L'ancienne chapelle de LA CHAL fut quant à elle démolie durant l'année 1891 et remplacée de nouveau par un petit oratoire, maintenant en ruines.

### Les mines
Le sous-sol, en grande partie, est dans la zone houillère du Briançonnais (sous la Révolution, la présence de charbon a même fait surnommer le lieu Mont-Noir).
Des mines d’anthracite sont exploitées depuis le XVIIIe siècle. Madame de Warens investit d'ailleurs dans l'exploitation. Leur exploitation a maintenu un chiffre de population comparativement plus élevé que dans les autres communes rurales du secteur du XVIe siècle au milieu du XIXe siècle. La ressource était destiné aux salines situées à Moûtiers.
Vers la fin du XIXe siècle, grâce à la présence d'anthracite dans son sous-sol, Bozel a également vu s'ouvrir une nouvelle ère avec l'exploitation de ses mines dès 1880, l'implantation d'une usine au Villard du Planay en 1898, et celle d'une centrale électrique aux Moulins en 1910. Employant jusqu'à 200 ouvriers en 1920, l'usine du Villard ferme ses portes en 1984.
Cette industrialisation de la vallée et de Moutiers a favorisé le maintien de la population en même temps que celui de l'agriculture, permettant ainsi aux habitants d'exercer une double activité. Le phénomène des ouvriers-paysans était ici particulièrement bien représenté.
Une mine de gypse était également exploitée depuis des temps immémoriaux à l'ouest de La Thuile, basée sur une bande étroite du Trias partant de Brides jusqu'à Longefoy-sur Aime (ancienne commune ayant fusionné avec Aime). Ce gypse était cuit dans des « fornets » pour obtenir un plâtre de couleur légèrement rosé, précieux pour les voûtes et les murs des étables car absorbant l'humidité provenant en particulier de l'haleine du bétail.

## Politique et administration
La commune comporte 4 anciens villages habités à l'année : « Le Villard de Montagny », « Montagny-la-Thuile », « Montagny-la-Roche » et « Montagny-Chef-Lieu » où se trouve la mairie, ainsi que des hameaux habités seulement l'été : "Moranche", « Prachepaix », « La Balme »...
| Période          | Période        | Identité                                         | Étiquette | Qualité |
| ---------------- | -------------- | ------------------------------------------------ | --------- | ------- |
| 1860             | 1863           | Jean Baptiste Blanc : syndic en exercice en 1860 |           |         |
| 1er janvier 1864 | 12 août 1865   | Joseph-Marie Chapuis                             |           |         |
| 12 août 1865     | 8 octobre 1870 | Germain Blanc                                    |           |         |
|                  | 15 mai 1871    | Antoine Dravet                                   |           |         |
| 15 mai 1871      | 1876           | Joseph Leger                                     |           |         |
| 1876             | 1888           | Esprit Dravet                                    |           |         |
| 1888             | 1892           | Joseph Leger                                     |           |         |
| 1892             | 1896           | Esprit Dravet                                    |           |         |
| 1896             | 1900           | Jean Feu Joseph Marie Roche                      |           |         |
| 1900             | 1904           | Marie Joseph Roche                               |           |         |
| 1904             | 1908           | Maurice Chapuis                                  |           |         |
| 1908             | 1912           | Antoine Eynard-Machet                            |           |         |
| 1912             | 1919           | Célestin Eynard                                  |           |         |
| 1919             | 1924           | Ferdinand Leger                                  |           |         |
| 1924             | 1925           | Jean Séverin Roche                               |           |         |
| 1925             | 1928           | Jean Marie Chapuis                               |           |         |
| 1928             | 1939           | Pierre Maurice Blanc                             |           |         |
| 1939             | 1941           | Ernest Chapuis                                   |           |         |
| 1941             | 1941           | Marcel Eynard                                    |           |         |
| 1941             | 1944           | Pierre Beroud                                    |           |         |
| 1944             | 1945           | Jean Eynard-Machet                               |           |         |
| 1945             | 1947           | Pierre Beroud                                    |           |         |
| 1947             | 1952           | Joseph Ulliel                                    |           |         |
| 1952             | 1953           | François Marie Blanc                             |           |         |
| 1953             | 1959           | Joseph Ulliel                                    |           |         |
| 1959             | 1973           | Pierre Beroud                                    |           |         |
| 1973             |                | Gilbert Clerc                                    |           |         |
| mars 2008        | 2014           | Jean-Pierre Vibert                               | ...       | ...     |
| 2014             | 2020           | Armand Favre                                     |           |         |
| 2020             | En cours       | Gérard Clerc                                     |           |         |

## Démographie
Ses habitants sont appelés les Montagnolais(e)s,.

L'évolution du nombre d'habitants est connue à travers les recensements de la population effectués dans la commune depuis 1793. Pour les communes de moins de 10 000 habitants, une enquête de recensement portant sur toute la population est réalisée tous les cinq ans, les populations de référence des années intermédiaires étant quant à elles estimées par interpolation ou extrapolation. Pour la commune, le premier recensement exhaustif entrant dans le cadre du nouveau dispositif a été réalisé en 2005.

En 2022, la commune comptait 659 habitants, en évolution de −0,45 % par rapport à 2016 (Savoie : +3,63 %, France hors Mayotte : +2,11 %).
| 1793 | 1800 | 1806 | 1822 | 1838 | 1848 | 1858 | 1861 | 1866 |
| ---- | ---- | ---- | ---- | ---- | ---- | ---- | ---- | ---- |
| 639  | 675  | 715  | 730  | 757  | 794  | 636  | 681  | 806  |

| 1872 | 1876 | 1881 | 1886 | 1891 | 1896 | 1901 | 1906 | 1911 |
| ---- | ---- | ---- | ---- | ---- | ---- | ---- | ---- | ---- |
| 679  | 644  | 643  | 657  | 625  | 627  | 604  | 586  | 603  |

| 1921 | 1926 | 1931 | 1936 | 1946 | 1954 | 1962 | 1968 | 1975 |
| ---- | ---- | ---- | ---- | ---- | ---- | ---- | ---- | ---- |
| 519  | 534  | 526  | 530  | 517  | 524  | 563  | 581  | 536  |

| 1982 | 1990 | 1999 | 2005 | 2006 | 2010 | 2015 | 2020 | 2022 |
| ---- | ---- | ---- | ---- | ---- | ---- | ---- | ---- | ---- |
| 507  | 505  | 577  | 579  | 578  | 656  | 662  | 651  | 659  |

## Culture locale et patrimoine

### Lieux et monuments
Orgue à rouleaux de Clément-Dumont de 1832-34 classé Monument Historique le 01/03/1984 avec ses 23 rouleaux...